# Humor negro

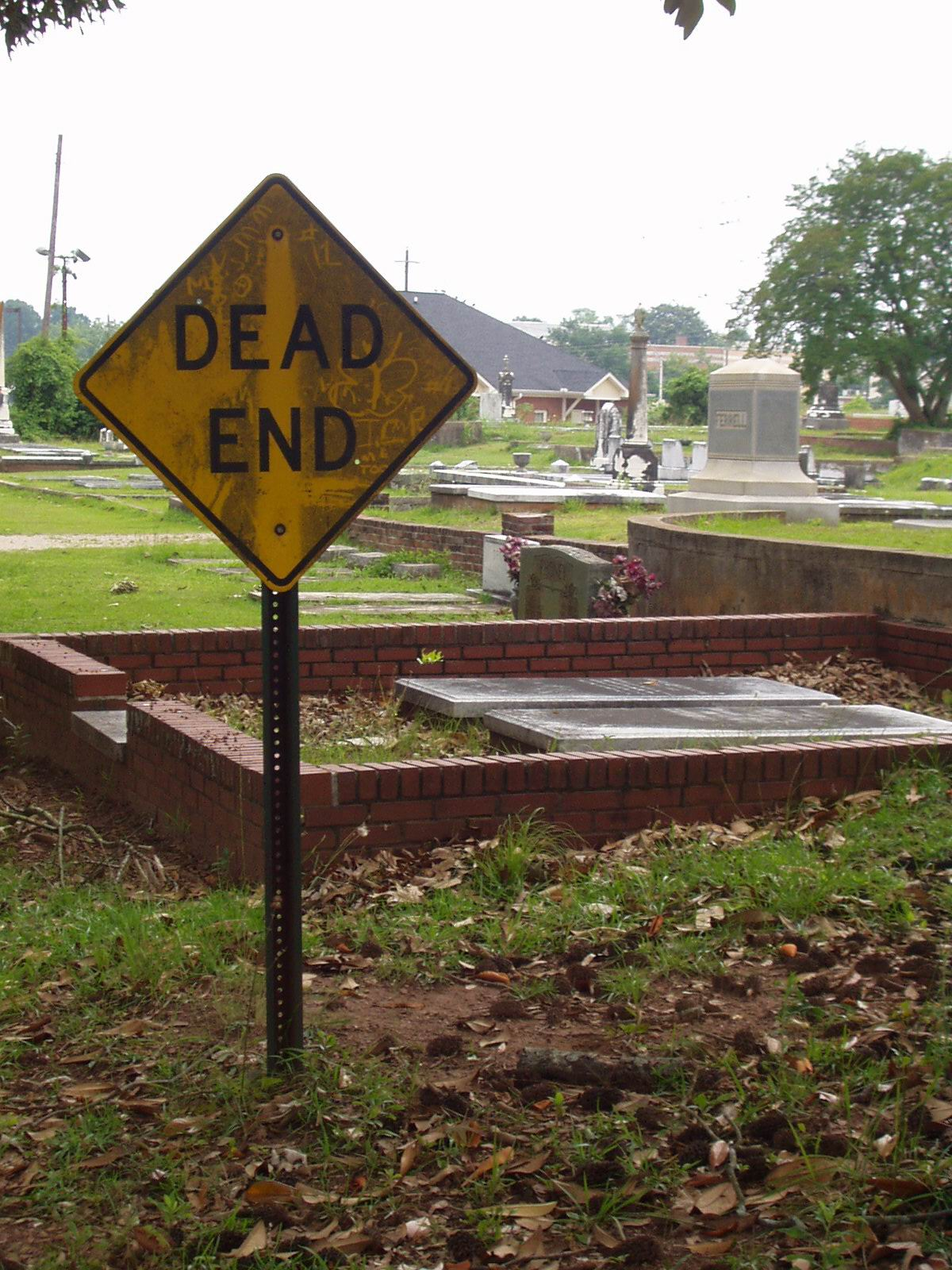
Um cemitério com uma placa "Dead End" (em português: "rua sem saída", ou "fim da linha"), criando um jogo de palavras

Humor negro, comédia negra ou humor ácido é um subgênero da comédia utilizado para fazer graça com situações trágicas ou desagradáveis, usando temas mórbidos, sérios ou tabus com o intuito principal de produzir humor. Ele também pode ser empregado para chocar, causar desconforto e provocar reflexões sérias sobre questões que normalmente são difíceis de abordar. Entre os temas retratados pelo humor negro estão: morte, discriminação, doenças, estupro, guerras, tragédias, tortura entre outros.
O termo foi cunhado em 1935 por André Breton, teorista do surrealismo, para se referir à obra de Jonathan Swift (considerado por Breton como sendo o precursor do estilo). No entanto, críticos literários identificam a presença do humor negro em obras ainda mais antigas, como nas de Aristófanes.

## Etimologia
O termo humor negro (do francês humour noir) foi criado pelo teórico surrealista francês André Breton em 1935, enquanto interpretava os escritos de Jonathan Swift. A intenção de Breton era identificar alguns escritos de Swift como um subgênero de comédia e sátira, no qual o riso é obtido através do cinismo e do ceticismo, frequentemente usando temas como a morte.
Breton cunhou o termo no seu livro de 1940 Antologia de Humor Negro (Anthologie de l'humour noir), no qual ele creditou Jonathan Swift como o precursor do humor negro, ou também gallows humor ("humor de forca", em tradução livre, do inglês), citando algumas obras do autor irlandês nas quais ele encontra características como usar a comédia para zombar de personagens feitos de vítimas.
Atualmente, no Brasil, o termo humor negro tem sido controversamente considerado racista por grupos de ativismo identitário, junto a outras palavras e expressões idiomáticas, tendo esses grupos sugerido trocar o termo por humor ácido.

## Literatura
Na literatura, o uso de humor negro pode ser notado, por exemplo, nos romances e contos de Chuck Palahniuk, como Clube da Luta e O Sobrevivente. Algum sarcasmo também apresenta o movimento realista na descrição da alienação e dos vícios humanos, incluindo Machado de Assis, que normalmente escrevia em tom irônico. O sarcasmo também foi usado por muito dos filósofos mais iconoclastas, como o alemão Nietzsche.

## Filmes
Como exemplos de filmes contendo elementos de humor negro, podem ser citados: Matadores de Velhinhas, Dr. Strangelove or: How I Learned to Stop Worrying and Love The Bomb (1964), Mash (1970), O Rei da Comédia, Família Addams, The Cottage, Seed of Chucky, Psicopata Americano, Gigolô por Acidente, Todo Mundo em Pânico, Laranja Mecânica, Pulp Fiction, Gremlins, Deadpool e Parasita (2019).

## Animações
Animações como Fudêncio e Seus Amigos, American Dad, Family Guy,  Mr. Pickles, Monkey Dust, Drawn Together, Moral Orel, Os Simpsons, Happy Tree Friends, Invader Zim, South Park e Rick and Morty se valem do humor negro. Mesmo não sendo tão forte como os anteriores, Apenas um Show também pode ser considerado deste gênero, pois muitas vezes tenta provocar risadas com a dor dos personagens.

## Música
Há diversos grupos musicais que se baseiam no humor negro para criar suas letras, os quais por vezes acabam tornando-se fenômenos na rede, onde há menos bloqueio da mídia. Como exemplos, no Brasil, pode-se citar o cantor Rogério Skylab, que aborda temas abertamente tidos como anti-higiênicos ou anti-éticos, em geral, e a U.D.R., uma dupla de Belo Horizonte, que aborda temas como anticristianismo, homoerotismo, sadomasoquismo e abuso de drogas.